# Ева Мендес
Ева Мендес (енгл. Eva Mendes, р. 5. марта 1974) је америчка филмска глумица кубанског порекла. Њени најпознатији филмови су: Излазне ране (2001) са Стивеном Сигалом, Паклене улице 2 (2003), Трка с временом (2003) са Дензелом Вошингтоном, Љубавни терапеут (2005) са Вилом Смитом и Ghost Rider (2007) са Николасом Кејџом.

## Биографија
Рођена је у Мајамију (Флорида) (неки извори као место рођења наводе Хјустон, али тај податак није тачан). Након развода родитеља, одрасла је у Лос Анђелесу са мајком. Похађала је Државни универзитет Калифорније (енгл. California State University), али је напустила школу и окренула се глуми. Има сестру Џенет која живи у Лос Анђелесу.
Дуго је била у вези са Џорџом Гаргуревичем. Тренутно живи на Холивуд Хилсу. У слободно време воли да слуша музику, вози бицикл, скија и планинари. Најдражи су јој филмови Исијавање (енгл. The Shining) (1980) Стенлија Кјубрика и Повећање (1966) Микеланђела Антонионија.

## Филмографија
| Год.  | Српски назив                      | Оригинални назив | Улога              |
| ----- | --------------------------------- | ---------------- | ------------------ |
| 1998. | Деца кукуруза поља 5: Поља Терора |                  | Кир                |
| 1998. | Ноћ у Роксберију                  |                  | деверуша           |
| 1999. | Мој брат прасе                    |                  | Матилда            |
| 2000. | Ученици                           |                  | Марија Серанко     |
| 2000. | Урбане легенде 2: Коначни рез     |                  | Ванеса Валдеон     |
| 2001. | Излазне ране                      |                  | Триш               |
| 2001. | Дан обуке                         |                  | Сара               |
| 2002. | Све за лову                       |                  | Џина               |
| 2003. | Паклене улице 2                   |                  | Моника Фуентес     |
| 2003. | Било једном у Мексику             |                  | Ахедрез            |
| 2003. | Без времена                       |                  | Алекс Дијаз Витлок |
| 2003. | Заувек заједно                    |                  | Ејприл             |
| 2005. | Љубавни терапеут                  |                  | Сара               |
| 2005. | Прича о Венделу Бејкеру           |                  | Дорин              |
| 2005. | Варљива срца                      |                  | Габријела          |
| 2006. | Љубав у великом граду             |                  | Фејт               |
| 2007. | Гоуст рајдер                      |                  | Роксен Симпсон     |
| 2007. | Заломило се                       |                  | себе               |
| 2007. | Ноћ је наша                       |                  | Аманда Хуарез      |
| 2007. | Уживо!                            |                  | Кејти              |
| 2007. | Чистач                            |                  | Ен Норкат          |
| 2008. | Жене                              |                  | Кристал Ален       |
| 2008. | Дух                               |                  | Сенд Сареф         |
| 2009. | Зли поручник: Њу Орлеанс          |                  | Френки Доненфелд   |
| 2010. | Резервни играчи                   |                  | Шила Гамбл         |
| 2010. | Последња ноћ                      |                  | Лора               |
| 2011. | Паклене улице 5                   |                  | Моника Фуентес     |
| 2012. | Свети мотори                      |                  | Кеј М              |
| 2012. | Девојка у развоју                 |                  | Грејс              |
| 2012. | Кућа иза борова                   |                  | Ромина             |
| 2013. | Чиста прошлост                    |                  | Џенифер            |
| 2014. | Изгубљена река                    |                  | Дајана             |